# Spirytus lawendowy
Spirytus lawendowy (łac. Spiritus Lavandulae FP III) – preparat galenowy do użytku zewnętrznego, sporządzany według przepisu farmakopealnego. W Polsce na stan obecny (2024) skład określa monografia szczegółowa ujęta w Farmakopei Polskiej III (1954). Spirytus lawendowy jest 0,3% roztworem olejku eterycznego lawendowego w rozcieńczonym alkoholu etylowym. Gęstość wynosi od 0,879 g/ml do 0,883 g/ml.
| Oleum Lavandulae (olejek lawendowy) | 0,3 cz.  |
| Spiritus 95% (spirytus 95%)         | 69,2 cz. |
| Aqua purificata (woda oczyszczona)  | 30,5 cz. |

Olejek lawendowy rozpuścić w spirytusie 95%, dodać wody i silnie skłócić. Po kilku dniach przesączyć.

## Działanie
Spirytus lawendowy drażni skórę i powoduje jej przekrwienie (rubefaciens). W efekcie następuje lepsze odżywienie głębiej położonych tkanek oraz łatwiejsze usunięcie produktów przemiany materii oraz pobudzenie sił odpornościowych ustroju.

## Zastosowanie
Spirystus lawendowy per se jest używany miejscowo do nacierań w nerwobólach, przewlekłym gośćcu mięśniowym lub stawowym.
Stanowi także składową innych leków recepturowych, np. płynów do „oklepywania pleców” z dodatkiem m.in. mentolu (Mentholum) i/lub kwasu octowego (Acidum aceticum glaciale). Może być także użyty wewnętrznie (per os), jako carminativum, wywierając słabe działanie przeciwskurczowe, żółciopędne.